# Lốc tuyết
Lốc tuyết là một trận bão tuyết cực mạnh và rất lạnh, là một hiện tượng thiên nhiên nguy hiểm.

## Hình thành và miêu tả
Một trận bão tuyết dữ dội có thể có sức gió lên đến 72 km/giờ và hàn phong lạnh tới -39 độ C. Nó được gọi là lốc tuyết. Lốc tuyết làm cho trời đất trắng toát vì tuyết mù mịt.

## Tác động
Lốc tuyết rất nguy hiểm, những đám mây tuyết mù mịt rút ngắn tầm nhìn chỉ còn 10m, khiến các lái xe lạc tay lái, khách bộ hành mất phương hướng nên rất dễ gặp tai nạn. Gió cũng dồn những đống tuyết lớn vào bờ tường, bờ rào và những vật cản khác làm chúng đổ sập; chôn vùi xe xộ và con người dưới tuyết.